# Mark Millar
Pour les articles homonymes, voir Millar.
Œuvres principales
- Wanted
- Kick-Ass
- Superman: Red Son
- Civil War
- Kingsman : Services secrets

Mark Millar est un scénariste de bande dessinée britannique, né le 24 décembre 1969 à Coatbridge en North Lanarkshire. Résidant à Glasgow (Écosse), il est l'auteur de nombreuses séries pour divers éditeurs américains de comics.

## Biographie
Après avoir travaillé chez 2000 AD (comics) en Angleterre, il fait ses débuts chez DC Comics sous le label Vertigo avec la série Swamp Thing, ses quatre premiers épisodes étant coécrits par Grant Morrison, puis sur Superman Adventures, comics adaptant le dessin animé. Dans la foulée, il écrit Superman - Red Son.
En 2000, il se fera remarquer en reprenant The Authority à la suite de Warren Ellis, avec le dessinateur Frank Quitely pour Wildstorm. Il rejoindra ensuite Marvel Comics en 2001 pour le lancement d'Ultimate Marvel, scénarisant la série Ultimate X-Men avant de devenir une superstar avec la série Ultimates dessinée par Bryan Hitch.
Il deviendra le scénariste de certaines meilleures ventes de Marvel, en lançant notamment la série Marvel Knights Spider-Man, par un run de douze épisodes, et en réalisant une année de Wolverine avec John Romita Jr..
Profitant de sa notoriété, il a lancé chez différents éditeurs des projets personnels, le Millar World, avec des titres comme Chosen et Wanted. À la suite d'ennuis de santé il a réduit un temps ses activités, avant de publier l'événement Civil War chez Marvel, ainsi que la série 1985 qui, d'abord voulu en photomontage, a été finalement réalisé dans un style plus "classique".
Il retrouve enfin son fameux duo de Civil War dans une nouvelle série post apocalyptique futuriste avec un Wolverine vieillissant dans Old Man Logan. En 2009 et 2011, il signe Kick-Ass, dessiné par John Romita Jr. et adapté au cinéma en 2010, et Nemesis, mis en images par Steve McNiven.
En 2012, il devient Docteur en lettres (Honoris Causa) de la Glasgow Caledonian University. Il publie également The Secret Service, un hommage à James Bond avec des dessins de Dave Gibbons. Le comics est adapté au cinéma par Matthew Vaughn sous le titre Kingsman : Services secrets (2015).

## Publications
Les titres suivis d'un astérisque ont été traduits en France.

### En anglais
- 411 no 1 (Marvel, 2003) ;
- Action Comics no 753 (DC, 1999) ;
- Aztek, the Ultimate Man nos 1-10 (DC, 1996-1997) ;
- The Authority nos 13-20, 22, 27-29 (Wildstorm, 2000-2002) * ;
- Big Dave ;
- Chosen nos 1-3 (Dark Horse, 2004)* ;
- The Flash nos 130-141 (DC, 1997-1998) ;
- The Flash 80-page Giant no 1 (DC, 1998)* ;
- Jenny Sparks nos 1-5 (Wildstorm, 2000-2001) * ;
- Kick-Ass avec John Romita Jr. nos 1-8 2008 (Icon Comics)* ;
- JLA no 27 (DC, 1999) * ;
- JLA: Paradise Lost nos 1-3 (DC, 1998) ;
- Judge Dredd ;
- Marvel Knights Spider-Man nos 1-12 (Marvel, 2004-2005) * ;
- Marvels Comics : X-Men no 1 (Marvel, 2000) ;
- Red Razors première série (dans Judge Dredd Megazine vol.1 no 8-15, 1991) ;
- Red Razors One-Shots (dans Judge Dredd 1992 Special et 1992 Judge Dredd Yearbook, 1991) ;
- Saviour' ;'
- Skrull Kill Krew nos 1-5 (Marvel, 1995-1996) ;
- Sonic the Comic ;
- Superman Adventures nos 16, 19, 22-31, 33-38, 52 (DC, 1998-1999, 2001) ;
- Superman : Red Son no 1-3 (DC, 2003) * ;
- Superman 80-page Giant no 2 (DC) ;
- Swamp Thing nos 140-171 (Vertigo, 1994-1996) ;
- Trouble nos 1-5 (Marvel, 2003-2004) * ;
- Ultimate Fantastic Four no 1-6 (Marvel, 2004) * ;
- Ultimate Fantastic Four nos 21-33 (Marvel, 2005-2006) * ;
- Ultimate X-Men nos 1-12, 15-33 (Marvel, 2001-2003) * ;
- Ultimate War no 1-4 (Marvel, 2003) * ;
- The Ultimates nos 1-13 (Marvel, 2002-2004) * ;
- The Ultimates 2 nos 1-13 (Marvel, 2004-2006) * ;
- The Unfunnies (Avatar Press) ;
- Wanted nos 1-6 (Top Cow) * ;
- Wolverine nos 20-32 (Marvel, 2004-2005) * ;
- Wonder Woman Vol.2 nos 153 (DC, 2000) ;
- War Heroes (comics) avec Tony Harris 2008- présent nos 1-6 (Image Comics).

#### Histoires dans2000 AD
- « Silo » (dans 2000 AD nos 706-711, 1990) ;
- « Robo-Hunter » (dans 2000 AD nos 723-734 et 1991 Sci-Fi Special, 1991) ;
- « Robo-Hunter » (dans 1992 2000 AD Yearbook et 2000 AD nos 750-759, 1991) ;
- « Tales from Beyond Science » (dans 2000 AD nos 774, 776 et Winter Special no 4, 1992) ;
- « Robo-Hunter » (dans 2000 AD nos 792-802 et 1993 2000 AD Yearbook, 1992) ;
- « Robo-Hunter » (dans 2000 AD nos 813-816, 819-822 et 825-827, 1992-93) ;
- « Purgatory » (dans 2000 AD nos 834-841, 1993) ;
- « Tharg's Terror Tales: The Tooth Fairy » (dans 2000 AD no  839, 1993) ;
- « Maniac 5 » (dans 2000 AD nos 842-849, 1993) ;
- « Tharg's Terror Tales: The Uncanny Dr. Doctor » (dans 2000 AD nos 859-866, 1993) * ;
- « Book of the Dead » (dans 2000 AD no 860, 1993) ;
- « The Grudge-Father » (dans 2000 AD nos 878-883, 1994) ;
- « Robo-Hunter » (dans 2000 AD nos 881-884, 1994) ;
- « Babe Race 2000 » (dans 2000 AD nos 883-888, 1994) ;
- « Tales from Beyond Science: The Man Who Created Space » (dans 2000 AD Sci-Fi Special, 1994) ;
- « Tharg's Terror Tales: Milk & Honey » (dans 2000 AD no 895, 1994) ;
- « Babe Race 2000 » (dans 2000 AD 1995 Yearbook, 1994) ;
- « Red Razors Series Two » (dans 2000 AD nos 908-917, 1994) ;
- « Maniac 5" (dans 2000 AD nos 956-963, 1995) ;
- « Red Razors: Rites of Passage » (dans 2000 AD no 971, 1995) ;
- « Janus: Psi-Division » (dans 2000 AD nos 980-984 et 1024-1031, 1996-97).

### Traduits en France
Ne figurent ici que des albums parus en librairie. Certaines traductions sont parues dans des revues en kiosques.

#### Arboris
- Légendes des méga-cités, tome 4 : Juge Dredd et le livre des morts ASIN 9034410552

#### Delcourt
- Wanted  (ISBN 978-2-7560-1298-8)

#### Panini
- Superman - Red Son  (ISBN 2-84538-603-6)
- Ultimate Fantastic Four, tome 1
- Ultimate X-Men, tome 2  (ISBN 2-84538-159-X)
- Ultimate X-Men, tome 3  (ISBN 2-84538-207-3)
- Ultimate X-Men, tome 4  (ISBN 2-84538-255-3)
- Ultimate X-Men, tome 5  (ISBN 2-84538-337-1)
- Ultimate X-Men, tome 6  (ISBN 2-84538-419-X)
- Ultimate X-Men, tome 7  (ISBN 2-84538-479-3)
- Ultimate X-Men, tome 8  (ISBN 2-84538-602-8)
- Ultimates, tome 1  (ISBN 2-84538-599-4)
- Kick-Ass, tome 1
- Kick-Ass, tome 2
- Kick-Ass, tome 1 (saison 2)
- The Magic Order
- Nemesis
- Old Man Logan
- Prodigy : La Terre maléfique, tome 1
- Sharkey : Le chasseur de primes
- Spider-Man : Le dernier combat (Marvel Knights: Spider-Man nos 1-12)
- Superior : Le vœu magique et l'âme d'un héros
- Kingsman : Services secrets (The Secret Service) (2012-2015)
- Jupiter's Legacy : Lutte de pouvoir, tome 1
- Jupiter's Legacy : Soulèvement, tome 2
- MPH
- Chrononauts vol. 1, 2016
- Chrononauts vol. 2, 2020
- Huck, 2017 (2015-2016 pour l'édition américaine)
- Empress, 2017 (2016 pour l'édition américaine)
- Reborn, 2017 (2016 pour l'édition américaine)
- Jupiter's Circle 2019 - Prélude à Jupiter's Legacy (2015 pour l'édition américaine)
- American Jesus 3 tomes
- The Magic Order 3 tomes (plus 1 à paraître)
- Prodigy 2 tomes

#### Semic
- The Authority, tome 1
- The Authority, tome 2
- The Authority, tome 3
- The Authority, tome 4  (ISBN 2-84857-074-1)

## Prix
- 2007 : Prix Harvey du meilleur numéro pour Civil War n°1 (avec Steve McNiven)

## Adaptations de ses œuvres
- 2006 : Ultimate Avengers de Curt Geda, Steven E. Gordon, Bob Richardson
- 2006 : Ultimate Avengers 2 de Will Meugniot et Dick Sebast
- 2008 : Wanted : Choisis ton destin (Wanted) de Timur Bekmambetov
- 2010 : Kick-Ass de Matthew Vaughn
- 2013 : Kick-Ass 2 de Jeff Wadlow
- 2014 : Chrononauts avec Sean Gordon Murphy en dessinateur chez Image Comics
- 2015 : Kingsman : Services secrets (Kingsman: The Secret Service) de Matthew Vaughn
- 2016 : Captain America: Civil War d'Anthony et Joe Russo
- 2017 : Kingsman : Le Cercle d'or (Kingsman: The Golden Circle) de Matthew Vaughn
- 2017 : Logan de James Mangold
- 2020 : Superman: Red Son de Sam Liu
- 2021 : Jupiter's Legacy (série TV)
- 2021 : Super Crooks (série TV)
- 2021 : The King's Man : Première mission (The King's Man) de Matthew Vaughn